# Hauteroda
Hauteroda är en ortsteil i staden An der Schmücke i Kyffhäuserkreis i förbundslandet Thüringen i Tyskland. Hauteroda var en kommun fram till den 1 januari 2019 när den uppgick i den nya staden An der Schmücke. Hauteroda hade 501 invånare 2018.